# 25年目の弦楽四重奏
『25年目の弦楽四重奏』（にじゅうごねんめのげんがくしじゅうそう、A Late Quartet）は、2012年のアメリカ合衆国のドラマ映画。ヤーロン・ジルバーマン監督の長編2作目となる劇映画初作品で、出演はフィリップ・シーモア・ホフマンとクリストファー・ウォーケンなど。結成25年を迎えて存続の危機に立たされた弦楽四重奏団のメンバー4人の葛藤を描く。

## ストーリー
世界的に有名な弦楽四重奏団「フーガ」は結成25年を迎えるが、演奏会を前にしたリハーサルで、リーダー格で最年長のピーターがパーキンソン病のために今季限りで引退することを宣言する。他の3人は激しく動揺し、それまで完璧に見えたハーモニーが狂い始める。まず、メンバー間の調整役としてマネージャーのような役目を果たしていた第2バイオリンのロバートが、これを機に自分も第1バイオリンを弾きたいと言い出す。これには第1バイオリンのダニエルも、妻でヴィオラ担当のジュリエットも反対する。ロバートはかねてよりジュリエットに愛されていないとの不安を抱えてきたこともあり、一時の気の迷いからジョギング仲間の若い女性ピラールと浮気をしてしまう。そして、その浮気がジュリエットに知られたことをきっかけに、夫婦の間に致命的な亀裂が入る。一方、ロバートとジュリエットの娘でバイオリニストを目指しているアレクサンドラは、母親の結婚前の恋人でもあったダニエルの指導を受ける中で彼に惹かれて行き、愛し合うようになる。しかし、そのことに気付いたジュリエットに責められると、幼い頃から自分よりも音楽を優先してきた母親への不満を爆発させる。さらに、完璧主義のダニエルの演奏スタイルに対して常に不満を感じていたロバートは、ダニエルがアレクサンドラと関係を持っていることを知ると、怒りに任せてダニエルを殴り倒す。ジュリエットの父親代わりでもあるピーターは、かつての教え子でもあるダニエルにアレクサンドラと別れるように厳しく命じるが、長く孤独に暮らし、何十年ぶりかで人を愛したというダニエルは恩師の言葉にも耳を貸さない。しかし、ジュリエットの「フーガ」への特別な思いを知ったアレクサンドラは、「フーガ」の存続のために一方的にダニエルに別れを告げる。
演奏会当日、4人の演奏は順調に進むが、途中でピーターが演奏をやめてしまう。他の3人は遂にその時が来たことを察する。ピーターは観客に向けて、これ以上演奏ができないので、このまま引退すること、そして後任として有名チェリストのニナ・リーをステージに呼び、彼女を含めた4人で演奏を続けることを告げると、ステージから姿を消す。ニナ・リーを含め、舞台に残された4人が演奏を再開しようとしたその時、ダニエルはそれまでの楽譜優先の演奏スタイルをやめ、ロバートが望んでいた暗譜による演奏を行なおうとする。これに他の3人も従い、4人は完璧なハーモニーを奏でる。その様子をピーターはアレクサンドラとともに客席から見守る。

## キャスト
- ロバート・ゲルバート: フィリップ・シーモア・ホフマン - 第2バイオリン。
- ジュリエット・ゲルバート: キャサリン・キーナー - ヴィオラ。ロバートの妻。
- ピーター・ミッチェル: クリストファー・ウォーケン - チェロ。ジュリエットの亡母の親友。
- ダニエル・ラーナー: マーク・イヴァニール（英語版） - 第1バイオリン。
- アレクサンドラ・ゲルバート: イモージェン・プーツ - ロバートとジュリエットの娘。
- ミリアム: アンネ・ゾフィー・フォン・オッター - ピーターの亡妻。オペラ歌手。
- ピラール: リラズ・シャルヒ（英語版） - ダンサー。ロバートのジョギング仲間。
- ニナ・リー: 本人 - ピーターの代役を務めたこともある有名チェリスト。
- ギデオン・ローゼン: ウォーレス・ショーン - ピーターの親友。ニナ・リーの所属する三重奏団のリーダー。

## 製作
監督のヤーロン・ジルバーマンによれば、3つの実在の弦楽四重奏団の逸話やテーマをストーリーに反映させているとのことである。その1つは、40年の歴史を持つグァルネリ弦楽四重奏団のエピソードで、楽団の最年長者のチェリストが引退を表明した際に他の3人が解散するか否か悩んだ末に後任を入れて数年間は活動を続けたというものである。また、イタリア弦楽四重奏団からは、男性3人と女性1人の中でその女性が男性のうち2人と交際していたとの噂や、暗譜による独特の演奏スタイルも本作で使われている。さらに、エマーソン弦楽四重奏団でバイオリニストの2人が第1と第2を交互に弾いていることもストーリーに盛り込まれている。
各キャストは、少なくとも2人のコーチを付けて楽器の練習をさせられた。なお、フィリップ・シーモア・ホフマンの担当は日本人ヴァイオリニストの岩田ななえと徳永慶子である。

## 作品の評価
Rotten Tomatoesによれば、批評家の一致した見解は「卓越したアンサンブルキャストが『25年目の弦楽四重奏』のメロドラマ的な脚本に重みと深みを与え、その結果は洞察に満ち、感情的に満足のいくものになっている。」であり、114件の評論のうち高評価は76%にあたる87件で、平均点は10点満点中6.5点となっている。
Metacriticによれば、31件の評論のうち、高評価は20件、賛否混在は11件、低評価はなく、平均点は100点満点中67点となっている。